# Tunele Brașov
Tunele Brașov este o companie de construcții din România, activează pe piața construcțiilor, a reabilitării tunelurilor, a lucrărilor de artă, a construcțiilor civile și industriale.
Compania este deținută de omul de afaceri Horațiu Cercel, care controlează grupul de firme de construcții Concefa din Sibiu.
Tunele SA controlează la rându-i firma de construcții SCCF Constanța.
Cifra de afaceri în 2007: 8 milioane euro